# Centro nazionale di selezione e reclutamento
Il Centro nazionale selezione e reclutamento (abbreviato in CNSR) è una struttura dell'Arma dei Carabinieri, che si occupa del reclutamento dei carabinieri, dei sottufficiali e degli ufficiali.
Ha sede nella caserma Salvo D'Acquisto a Roma. L'addestramento viene invece espletato presso le scuole allievi carabinieri, la Scuola allievi marescialli e brigadieri, l'Accademia Militare e la Scuola Ufficiali.

## Storia
Il CNSR nacque nel 1961 come «Centro fisio psicotecnico» presso la Legione allievi carabinieri di Roma. Nel 1966 divenne «Centro psicologia applicata», dipendente dalla 10ª Brigata scuole la cui sede era sempre alla legione allievi carabinieri di Roma.
Nel 1969 il «Centro psicologia applicata» passò alle dirette dipendenze del Comando generale dell'Arma dei Carabinieri. Nel 1992, venne istituito il Centro nazionale selezione e reclutamento, con sede presso la caserma Salvo D'Acquisto dipendente dal Comando Generale dell'Arma dei Carabinieri.

## La struttura

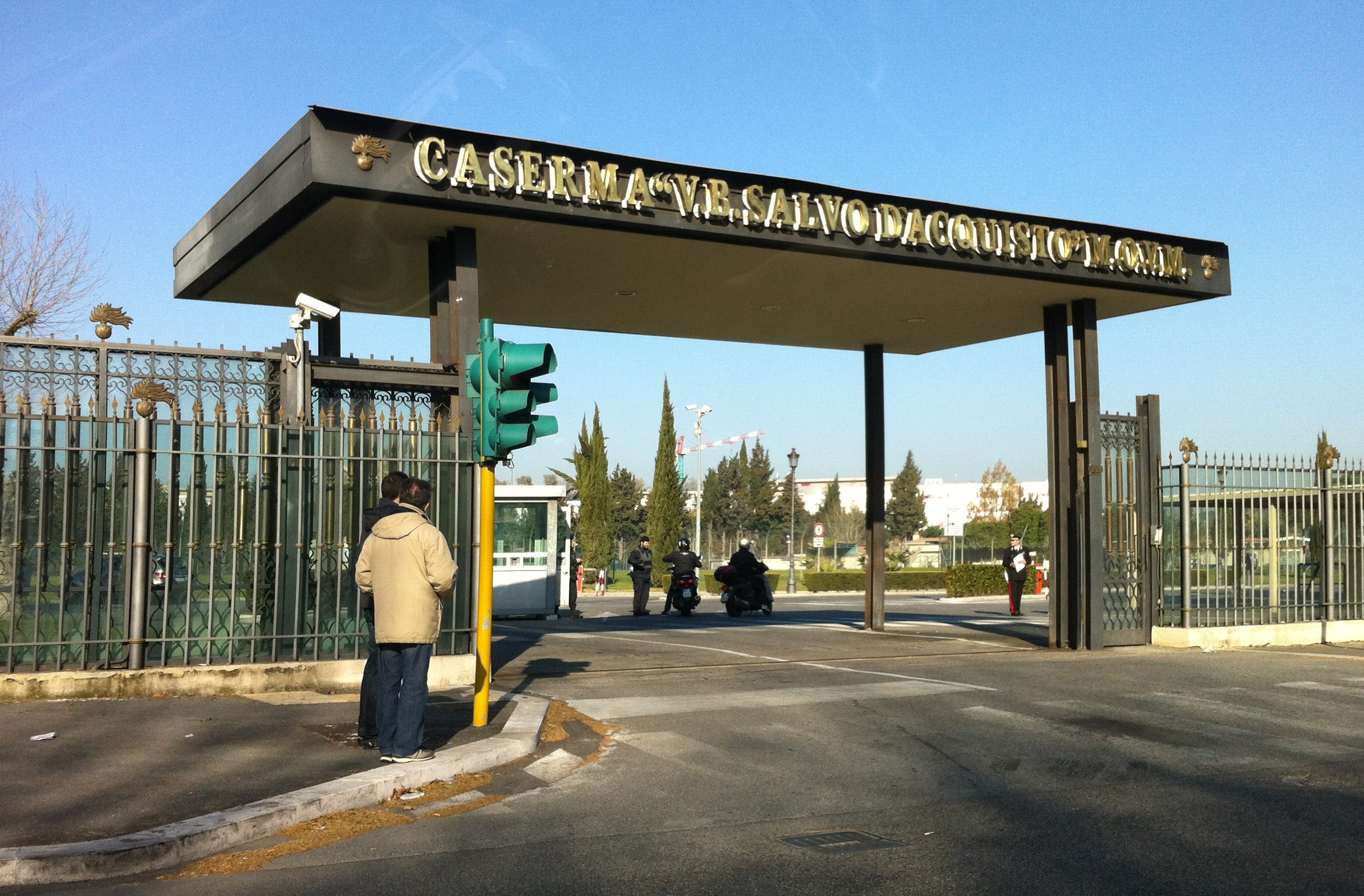
Una delle entrate della caserma Salvo D'Acquisto, sede del CNSR.

Comprende al suo interno una struttura atta alla selezione e alla preparazione delle prove concorsuali da sottoporre dei candidati. Inoltre si avvale di un ufficio  sanitario per le visite mediche e di un ufficio selezione del personale per gli esami psicoattitudinali.
La struttura è sommariamente così divisa:
- un ufficio comando che tratta le pratiche gestionali e l'archivio del personale da reclutare o già reclutato;
- un ufficio reclutamento e concorsi, che definisce e gestisce la materia concorsuale e tiene contatti con le Amministrazioni militari e civili in tema di reclutamento;
- un ufficio  sanitario, che tramite i laboratori esplica le attività connesse con la selezione del personale da incorporare, svolge gli accertamenti medici per particolari settori di specializzazione e sul personale in partenza e in rientro dalle missioni all'estero, cura la formazione e l'aggiornamento tecnico-scientifico, l'attività di ricerca;
- un ufficio selezione del personale, che si occupa delle prove psicoattitudinali;
- una sezione del contenzioso che gestisce il contenzioso relativo alle varie attività del CNSR e studia le relative tematiche giuridico amministrative.

## Reclutamento
Il reclutamento e l'avanzamento di ruolo del personale avviene tramite concorso, pubblico (aperto sia al personale civile sia ai militari del corpo) o interno (aperto solo ai militari del corpo). La nomina al grado è subordinata ad un corso di formazione, durante il quale il militare ha la qualifica di "allievo".
- Per i carabinieri effettivi il concorso è pubblico, in quanto si tratta della carriera di base. Il concorso è riservato ai cittadini diplomati o diplomandi, o a quelli che stiano espletando o abbiano già espletato un periodo di ferma presso le forze armate italiane in qualità di VFP1 o VFP4 (il 70% dei posti transita direttamente nei carabinieri e il restante 30% transita in una delle tre forze armate in qualità di VFP4 al termine dei quattro anni di servizio passerà nell'Arma dei Carabinieri).[senza fonte] L'allievo svolge un corso di 1 anno presso una delle scuole della Legione allievi carabinieri.
- Per i vice brigadieri il concorso è solamente interno ed è di due tipi: uno riservato agli appuntati scelti e uno aperto a tutto il ruolo degli appuntati e carabinieri. L'allievo svolge un corso di 3 mesi presso la scuola allievi marescialli e brigadieri carabinieri.
- Per i marescialli, ruolo ispettori, ci sono due concorsi: quello pubblico e quello interno. A differenza di quello per carabinieri effettivi, a quello pubblico per marescialli possono partecipare anche i cittadini che non hanno fatto il volontario in una forza armata. L'allievo che ha vinto il concorso pubblico svolge un corso di 3 anni, mentre quello che ha vinto il concorso interno svolge un corso di 1 anno e 6 mesi presso la scuola allievi marescialli e brigadieri carabinieri. Ad entrambi i concorsi possono partecipare i cittadini in possesso del diploma di maturità e una eventuale laurea consentirà di avere alcuni punti di incremento nella graduatoria finale.
- Per gli ufficiali il concorso è esclusivamente pubblico e l'allievo svolge 2 anni di formazione presso l'Accademia militare di Modena. Al termine l'allievo viene nominato sottotenente e continua a formarsi per altri 3 anni presso la scuola ufficiali carabinieri. Al termine dei 5 anni di formazione il militare sarà laureato in giurisprudenza ed avrà il grado di tenente (che riceve al terzo anno di corso della scuola ufficiali). Al concorso possono partecipare solo i cittadini in possesso del diploma di maturità.

La partecipazione al concorso ha limiti di età per i civili - consentita però solo per determinati ruoli - mentre per i militari del corpo la partecipazione non ha limiti di età, ad eccezione del concorso per sottotenenti, dove si può partecipare fino a 28 anni.